# Adrian Kolgjini
Adrian Kolgjini, född 1 april 1993 i Lund i dåvarande Malmöhus län, är en svensk travkusk och travtränare med Jägersro som hemmabana. Han är son till Lutfi Kolgjini. Sedan oktober 2018 bedriver han en egen tränarrörelse i Vomb utanför Lund. Han tog över flera av hästarna som tidigare stod i hans fars träning. Han har tränat hästar som Dante Boko, Platon Face, Rajesh Face, Tae Kwon Deo, Upstate Face, Upset Face, Aquarius Face och Barack Face.

## Karriär

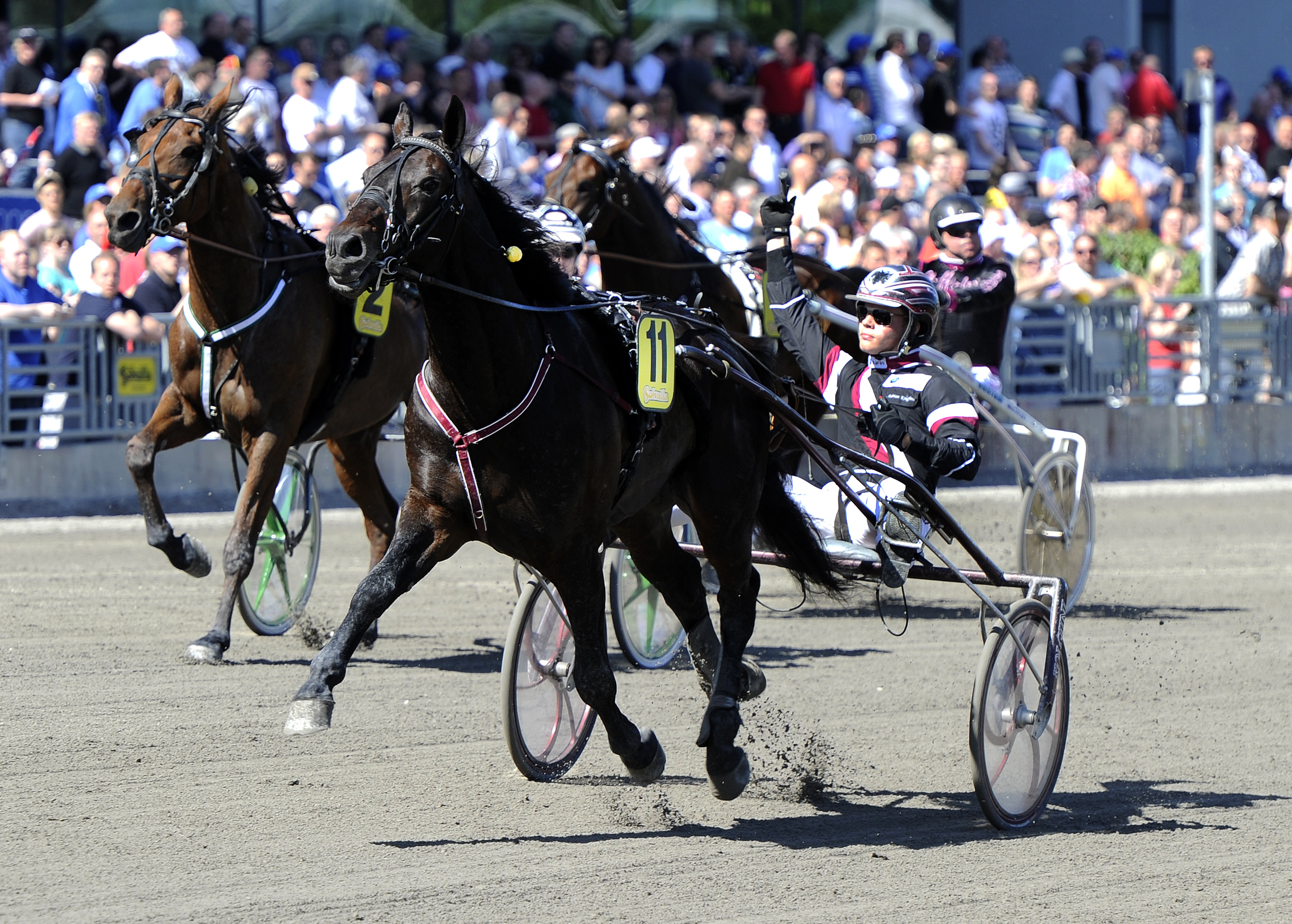
Adrian Kolgjini och Nelson di Quattro segrar i ett lopp under Elitloppshelgen 2012.

### Lärling och tidig karriär
Adrian Kolgjini inledde karriären som lärling hos sin far Lutfi Kolgjini. Han debuterade som travkusk i ett lärlingslopp den 20 april 2010 på hemmabanan Jägersro i Malmö. Han körde stoet Navratilova och ekipaget slutade på andraplats efter en resa i rygg på ledaren. Kolgjini tog sin första kuskseger i ett grupplopp tillsammans med Mosaique Face i Jämtlands Stora Pris den 7 juni 2014 på Östersunds travbana. Han var vid denna tidpunkt fortfarande lärling.
Säsongen 2015 fick han allt oftare chansen att köra i större lopp och på V75. Han segrade i Lärlingseliten under Elitloppshelgen 2015 tillsammans med Dante Boko. Under sommaren segrade han även i två grupplopp, den korta E3-finalen för ston med Princess Face samt Norrbottens Stora Pris med El Mago Pellini. Han kom även på andraplats i Jämtlands Stora Pris med El Mago Pellini och i Breeders' Crown med Buzz Mearas. Totalt körde han under året in 8,4 miljoner kronor, vilket var hans dittills bästa resultat.
Säsongen 2016 fortsatte framgångarna när han bland annat vann Sweden Cup med Dante Boko den 28 maj under Elitloppshelgen 2016 på Solvalla. Han tog även revansch i finalen av Breeders' Crown, som han vann tillsammans med Target Kronos. Han kom på andraplats i Hugo Åbergs Memorial och Svenskt Mästerskap med Mosaique Face samt i Jämtlands Stora Pris med El Mago Pellini. Under året tog han även sin första seger i Frankrike, när han den 21 september segrade med Dante Boko i loppet Grand Prix Federation Regionale du Nord på travbanan Le Croise Laroche i Marcq-en-Baroeul. Totalt körde han under året in 10,1 miljoner kronor, vilket är hans hittills bästa resultat.

### Förstekusk hos Lutfi Kolgjini
Säsongen 2017 började Adrian Kolgjini etablera sig som förstekusk i Lutfi Kolgjinis stall. Han deltog som kusk i Elitloppet för första gången i karriären i 2017 års upplaga den 28 maj, där han körde stallets deltagare Dante Boko. De slutade på femteplats bakom vinnande Nuncio i det andra försöksloppet, och kvalificerade sig därmed inte bland de fyra som gick vidare till final. Den 15 juli vann han Årjängs Stora Sprinterlopp med Dante Boko. Segertiden blev 1.09,6, vilket var en tangering av Sebastian K.s rekord i 2013 års upplaga av loppet. Den 28 oktober på hemmabanan Jägersro togs ytterligare en större seger med Dante Boko, när de segrade från ledningen i C.L. Müllers Memorial. Den 2 december tog han en dubbelseger inom V75 på Jägersro, efter att ha segrat i Johan Jacobssons Minne med Neelix och i Gulddivisionen med Dante Boko.

#### Sex månaders avstängning
Tävlingsdagen den 5 december 2017 på Jägersro togs dopningstest på fem slumpmässiga körsvenner och ryttare, däribland Adrian Kolgjini. Den 13 december kom beskedet att Kolgjini testats positivt för kokain. Han blev struken från sina uppsittningar på Jägersro samma kväll och med omedelbar verkan avstängd från att köra lopp i minst tre månader. I januari 2018 kom beskedet att avstängningen blir 6 månader från och med den 13 december 2017, det vill säga fram till den 12 juni 2018 vilket innebar att han missade bland annat Elitloppshelgen 2018. Den 13 juni 2018 på Vaggeryd travbana gjorde Kolgjini comeback efter den långa avstängningen. Han körde fyra lopp under tävlingsdagen med en andraplats som bästa resultat. Han tog första V75-segern efter avstängningen den 24 juni 2018 i Kalmarsundsstayern med Platon Face. Under Derbyhelgen 2018 segrade han i Birger Bengtssons Minne med Dante Boko.

### Egen tränarrörelse
Sedan den 1 oktober 2018 bedriver Adrian Kolgjini en egen tränarrörelse i Vomb utanför Lund. Han tog över flera hästar som tidigare stod i hans fars träning, bland annat stallets stjärnhästar Dante Boko, Platon Face, Rajesh Face och Target Kronos. Totalt inledde han med en träningslista på 44 hästar, varav åtta miljonärer.
Den 20 oktober 2018 kom han trea i Svampen Örebro tillsammans med Ultion Face. Detta var det första grupploppet han körde som tränare. Han tog första tränarsegern i den 18:e starten den 22 oktober 2018 på Halmstadtravet då han segrade med stoet Thatch her Face (en syster till Mosaique Face). Första tränarsegern på hemmabanan Jägersro kom den 31 oktober 2018 med Arapaho Ghostdance. Han tog första V75-segern som tränare i ett Bronsdivisionslopp med Partizan Face den 1 december 2018 på Jägersro.
Under vintern 2018 hade Adrian Kolgjini ett samarbete med den norska tränaren Frode Hamre. Till följd av detta hade Kolgjini bland annat Giveitgasandgo i träning under tiden som Hamre genomförde en flytt av sin anläggning.
Den 11 maj 2019 tog han sin första tränarseger i ett grupplopp, då han segrade i Lyon Grand Prix på Åbytravet tillsammans med hästen Speedy Face. Den 4 juli 2019 vann han Sprintermästaren på Halmstadtravet, med egentränade Tae Kwon Deo. Segern var värd 1,2 miljoner kronor, och var Kolgjinis största seger.
Då han segrade med Tae Kwon Deo i Håkan "Lillis" Olssons lopp på Örebrotravet den 2 maj 2020, slog han banans banrekord, då ekipaget segrade på tiden 1.09,8 över 1 609 meter. Efter loppet ekipaget inbjuden av Solvallas sportchef Anders Malmrot till 2020 års upplaga av Elitloppet. Kolgjini tackade direkt ja till att medverka. Tae Kwon Deo är Adrian Kolgjinis första medverkan i Elitloppet som tränare.
Under 2021 startade den tyska travtränaren Michael Nimczyk en filial på Kolgjinis träningsanläggning.

## Segrar i större lopp

### Grupp 1-lopp
| År   | Lopp                         | Häst            | Kusk            | Tränare         |
| ---- | ---------------------------- | --------------- | --------------- | --------------- |
| 2015 | Norrbottens Stora Pris       | El Mago Pellini | Adrian Kolgjini | Lutfi Kolgjini  |
| 2015 | E3-final (korta), ston       | Princess Face   | Adrian Kolgjini | Lutfi Kolgjini  |
| 2016 | Prix d'Etain Royal           | El Mago Pellini | Adrian Kolgjini | Lutfi Kolgjini  |
| 2016 | Hugo Åbergs Memorial         | Mosaique Face   | Adrian Kolgjini | Lutfi Kolgjini  |
| 2016 | Breeders' Crown, 4-åriga h/v | Target Kronos   | Adrian Kolgjini | Lutfi Kolgjini  |
| 2019 | Sprintermästaren             | Tae Kwon Deo    | Adrian Kolgjini | Adrian Kolgjini |
| 2023 | Grand Prix l'UET             | Barack Face     | Adrian Kolgjini | Adrian Kolgjini |
| 2024 | Copenhagen Cup               | Barack Face     | Adrian Kolgjini | Adrian Kolgjini |

### Grupp 2-lopp
| År   | Lopp                       | Häst          | Kusk            | Tränare         |
| ---- | -------------------------- | ------------- | --------------- | --------------- |
| 2014 | Jämtlands Stora Pris       | Mosaique Face | Adrian Kolgjini | Lutfi Kolgjini  |
| 2015 | Axel Jensens Minneslopp    | Buzz Mearas   | Adrian Kolgjini | Lutfi Kolgjini  |
| 2016 | Klosterskogen Grand Prix   | Quick Fix     | Adrian Kolgjini | Lutfi Kolgjini  |
| 2016 | Sweden Cup                 | Dante Boko    | Adrian Kolgjini | Lutfi Kolgjini  |
| 2017 | Årjängs Stora Sprinterlopp | Dante Boko    | Adrian Kolgjini | Lutfi Kolgjini  |
| 2017 | C.L. Müllers Memorial      | Dante Boko    | Adrian Kolgjini | Lutfi Kolgjini  |
| 2019 | Lyon Grand Prix            | Speedy Face   | Adrian Kolgjini | Adrian Kolgjini |
| 2021 | Fyraåringseliten för ston  | Kali Smart    | Adrian Kolgjini | Adrian Kolgjini |

### Övriga
| År   | Lopp                                    | Häst          | Kusk              | Tränare         |
| ---- | --------------------------------------- | ------------- | ----------------- | --------------- |
| 2014 | Breeders' Crown, 2-åriga                | Clemenza Am   | Adrian Kolgjini   | Lutfi Kolgjini  |
| 2015 | Klass I-final, feb                      | Quick Fix     | Adrian Kolgjini   | Lutfi Kolgjini  |
| 2015 | Lärlingseliten                          | Dante Boko    | Adrian Kolgjini   | Lutfi Kolgjini  |
| 2015 | Klass I-final, nov                      | Orakel Face   | Adrian Kolgjini   | Lutfi Kolgjini  |
| 2016 | Grand Prix Federation Regionale du Nord | Dante Boko    | Adrian Kolgjini   | Lutfi Kolgjini  |
| 2017 | Steinlagers Äreslöp                     | Mosaique Face | Adrian Kolgjini   | Lutfi Kolgjini  |
| 2017 | Anders Jahres Pokallopp                 | Djali Boko    | Adrian Kolgjini   | Lutfi Kolgjini  |
| 2017 | Johan Jacobssons Minne                  | Neelix        | Adrian Kolgjini   | Lutfi Kolgjini  |
| 2018 | Birger Bengtssons Minne                 | Dante Boko    | Adrian Kolgjini   | Lutfi Kolgjini  |
| 2019 | Sommarfavoriten                         | Ultion Face   | Adrian Kolgjini   | Adrian Kolgjini |
| 2019 | Ragnar Thorngrens Minne                 | Tae Kwon Deo  | Adrian Kolgjini   | Adrian Kolgjini |
| 2019 | HallandsMästaren                        | Rajesh Face   | Adrian Kolgjini   | Adrian Kolgjini |
| 2020 | Margaretas Tidiga Unghästserie, mars    | Ultion Face   | Adrian Kolgjini   | Adrian Kolgjini |
| 2020 | Kalmarsundspokalen                      | Tae Kwon Deo  | Adrian Kolgjini   | Adrian Kolgjini |
| 2020 | Åby Stora Montépris                     | Rajesh Face   | Sofia Adolfsson   | Adrian Kolgjini |
| 2020 | Breeders' Crown, 2-åriga                | Aquarius Face | Adrian Kolgjini   | Adrian Kolgjini |
| 2021 | Prix Indienne                           | Upset Face    | Yoann Lebourgeois | Adrian Kolgjini |
| 2021 | Bronsdivisionens final, maj             | Upstate Face  | Adrian Kolgjini   | Adrian Kolgjini |
| 2021 | Klass II-final, nov                     | Prosecco      | Adrian Kolgjini   | Carina Balder   |
| 2021 | Johan Jacobssons Minne                  | Akilles Face  | Adrian Kolgjini   | Adrian Kolgjini |
| 2022 | Diamantstoets final, feb                | It's A Girl   | Adrian Kolgjini   | Adrian Kolgjini |
| 2022 | L.C. Peterson-Broddas Minneslöpning     | Upstate Face  | Adrian Kolgjini   | Adrian Kolgjini |

## Privatliv
Sedan 2017 är Kolgjini partner med TV-profilen Saga Scott, som deltagit i Paradise Hotel och Stjärnkusken. Tillsammans med henne deltog även Adrian i ett avsnitt av TV4:s program En natt på slottet 2017.